# Dohrniphora brunnea
Dohrniphora brunnea är en tvåvingeart som beskrevs av Borgmeier 1960. Dohrniphora brunnea ingår i släktet Dohrniphora och familjen puckelflugor. Inga underarter finns listade i Catalogue of Life.